# UQCRQ
UQCRQ (англ. Ubiquinol-cytochrome c reductase complex III subunit VII) – білок, який кодується однойменним геном, розташованим у людей на короткому плечі 5-ї хромосоми. Довжина поліпептидного ланцюга білка становить 82 амінокислот, а молекулярна маса — 9 906.
| 10         |  | 20         |  | 30         |  | 40         |  | 50         |
| ---------- |  | ---------- |  | ---------- |  | ---------- |  | ---------- |
| MGREFGNLTR |  | MRHVISYSLS |  | PFEQRAYPHV |  | FTKGIPNVLR |  | RIRESFFRVV |
| PQFVVFYLIY |  | TWGTEEFERS |  | KRKNPAAYEN |  | DK         |  |            |

A: Аланін

D: Аспарагінова кислота

E: Глутамінова кислота

F: Фенілаланін

G: Гліцин

H: Гістидин

I: Ізолейцин

K: Лізин

L: Лейцин

M: Метіонін

N: Аспарагін

P: Пролін

Q: Глутамін

R: Аргінін

S: Серин

T: Треонін

V: Валін

W: Триптофан

Кодований геном білок за функцією належить до фосфопротеїнів. 
Задіяний у таких біологічних процесах, як транспорт, транспорт електронів, дихальний ланцюг, ацетилювання. 
Локалізований у мембрані, мітохондрії, внутрішній мембрані мітохондрії.